# Heidenheim, Mittelfranken
Heidenheim, Mittelfranken är en köping (Markt) i Landkreis Weißenburg-Gunzenhausen i Regierungsbezirk Mittelfranken i förbundslandet Bayern i Tyskland.
Köpingen ingår i kommunalförbundet Hahnenkamm tillsammans med köpingen Gnotzheim och kommuen Westheim.